# Standing in the Light
Standing in the Light is het vierde (of derde) studioalbum van de Britse jazzfunkband Level 42. Het werd in oktober 1983 uitgebracht op Polydor en haalde de negende plaats in de Britse albumlijst. 

## Achtergrond
Het album werd voorjaar 1983 in Los Angeles opgenomen met Earth, Wind & Fire-leden Larry Dunn en Verdine White als producers. Zij hadden  aangeboden dit te doen nadat ze tijdens een tournee met EWF door Europa aanwezig waren bij een concert van Level 42. Standing in the Light is minder jazzy dan de voorgangers en tevens de eerste van drie opeenvolgende albums zonder instrumentale nummers. In 2000 kwam het album opnieuw uit als dubbel-cd met The Pursuit of Accidents uit 1982 en toegevoegde bonustracks.

## Singles
Van het album werden drie singles getrokken;
- Out of Sight, Out of Mind, oorspronkelijk geproduceerd door 'vijfde bandlid' Wally Badarou, werd alleen in eigen land uitgebracht en haalde de 41e plaats in de hitlijst; de albumversie werd geremixt en opnieuw ingezongen.
- The Sun Goes Down (Living It Up), gezongen door toetsenist Mike Lindup met een bijrol voor basgitarist Mark King.  Het werd de eerste Britse top 10-notering en vast onderdeel van het live-repertoire.
- Micro-Kid, een van de nummers waarop er met vocoders wordt geëxperimenteerd. Het haalde de 37e plaats in de Britse hitlijst

## Tournee
Ter promotie van Standing in the Light toerde Level 42 door Amerika en Europa. De optredens in Nederland – waar geen van de singles hits werden – vonden echter geen doorgang; TROS-dj Ferry Maat zond in zijn Soulshow de integrale opname uit van het concert dat 29 oktober 1983 in Bochum werd vastgelegd voor het Duitse muziekprogramma Rockpalast.

## Tracklijst
1. "Micro-Kid"  (Wally Badarou, Mark King, Phil Gould, Brian Taylor, Allee Willis) – 4:44
2. "The Sun Goes Down (Living It Up)"  (Badarou, King, Mike Lindup, P. Gould) – 4:15
3. "Out of Sight, Out of Mind" (P. Gould, King, Lindup, Boon Gould) – 5:12
4. "Dance On Heavy Weather" (King, P. Gould, Lindup, Taylor, Larry Dunn, Verdine White) – 4:27
5. "A Pharaoh's Dream (Of Endless Time)" (King, P. Gould, Lindup) – 4:21
6. "Standing in the Light" (King, P. Gould, Badarou) – 3:42
7. "I Want Eyes"  (King, P. Gould) 4:59
8. "People"  (Lindup) – 4:55
9. "The Machine Stops" (King, P. Gould, Badarou) – 4:15